# Крячевка
Крячевка (устар. Ключевка) — река в России, протекает по Костромской области.

## География
Река Крячевка берёт начало у деревни Молодеево. Течёт на запад. По реке проходит граница города Костромы. Устье реки находится севернее деревни Аганино у озера Борисово (по другим источникам — река Борисовка). Длина реки Крячевка составляет 14 км.

## Данные водного реестра
По данным государственного водного реестра России относится к Верхневолжскому бассейновому округу, водохозяйственный участок реки — Волга от Рыбинского гидроузла до города Кострома, без реки Кострома от истока до водомерного поста у деревни Исады, речной подбассейн реки — Волга ниже Рыбинского водохранилища до впадения Оки. Речной бассейн реки — (Верхняя) Волга до Куйбышевского водохранилища (без бассейна Оки).
Код объекта в государственном водном реестре — 08010300212110000013225.